# Rogers Vacuum Tube Company
Rogers Vacuum Tube Company (précédemment nommé Radio Manufacturing Corporation Limited) a été fondée sous l'appelation Standard Radio Manufacturing en 1925 par Edward S. Rogers Sr., dans le but de vendre les récepteurs de radio Rogers "Batteryless" utilisant  la technologie des tubes électroniques. L'entreprise est par la suite rebaptisée Rogers Majestic Corporation Limited, lorsque Edward Rogers fusionne son entreprise en 1928 avec Majestic Corporation de Chicago. La nouvelle société contrôle Rogers Radio Tube Company et Rogers Batteryless Radio Company. Joseph Elsworth Rogers, frère de Ted Rogers était un membre important de la société et a servi comme vice-président jusqu'en 1939, puis en tant que président de 1939 à 1960.
L'entreprise fonde la station de radio de Toronto CFRB (Canada's First Rogers' Batteryless) afin de promouvoir son récepteur radio sans pile ainsi que pour promouvoir son invention : un émetteur radio à courant alternatif sans batterie, faisant de CFRB  a première station de radio tout-électrique dans le monde. Edward Rogers est mort en 1939 et l'entreprise a été vendue en 1941 à Small Electric Motors Ltd., (qui devint plus tard la division canadienne du géant néerlandais Royal Philips Electronics), qui change le nom de la Rogers Majestic Corporation Limited à Standard Radio Ltd..